# Trachinoidei
Trachinoideii (Trachinoidei) sau trachiniformele (Trachiniformes) în clasificările mai vechi este un subordin de pești bentonici marini din ordinul perciformelor. Ochii sunt situați la partea superioară a capului. Capul comprimat sau deprimat.  Au de obicei 2 înotătoare dorsale. Prima înotătoare dorsală este mică și spinoasă. A doua înotătoare dorsală este foarte alungită, la fel ca și înotătoarea anală. Înotătoarele ventrale cu poziție jugulară (sub gât). Orificiul branhial este, de obicei, îngust sau foarte îngust. Unele specii poartă pe opercul și în înotătoarea dorsală  spini (țepi) veninoși. Centura scapulară are structură normală.
Subordinul trachinoidei cuprinde 12 familii cu un total de 53 de genuri și 237 de specii, majoritatea din care sunt peștii tropicali marini . 
Pe litoralul românesc al Mării Negre trăiesc 2 familii: Trachinidae și Uranoscopidae.